# Culina Veche, Bârzula
Culina Veche (în ucraineană Стара Кульна, transliterat: Stara Kulna) este un sat în comuna Cuialnic din raionul Bârzula, regiunea Odesa, Ucraina.

## Demografie
Componența lingvistică a comunei Culina Veche
     Română (81,07%)
     Ucraineană (13,4%)
     Rusă (5,15%)
     Alte limbi (0,09%)
Conform recensământului din 2001, majoritatea populației comunei Culina Veche era vorbitoare de română (81,07%), existând în minoritate și vorbitori de ucraineană (13,4%) și rusă (5,15%).

## Personalități

### Născuți în Culina Veche
- Lev Barschi (1909–1974), scriitor sovietic moldovean.
- Ivan Ceban (1910–?), om de stat și politician sovietic moldovean.
- Nistor Cabac (1913–1937/1941), poet și traducător sovietic moldovean.
- Ion Ciornîi (1928–2003), lingvist și profesor sovietic moldovean.

## Vezi și
- Românii de la est de Nistru